# Wang Hao (marchador)
Wang Hao (Mongólia Interior, 16 de agosto de 1989) é um atleta da marcha atlética. Conquistou a medalha de ouro da marcha de 20 km no Campeonato Mundial de Atletismo de 2009 em Berlim. Primeiramente ele conquistou a prata, com um recorde pessoal de 1:19:06. Com a posterior desclassificação e suspensão por doping do vencedor no percurso, o russo Valeriy Borchin, ele herdou a medalha de ouro em 2016.